# Germinal de Souza
Germinal de Souza (22 de mayo de 1906 en Oporto (Portugal) - ???? ) fue secretario del Comité Peninsular de la FAI. Fue delegado durante la Guerra Civil Española de la columna "Tierra y Libertad" con mil quinientos voluntarios, columna que se encontraba bajo la responsabilidad de Federica Montseny y por Diego Abad de Santillán.